# Anton Alichanov
Anton Andreevič Alichanov (in russo Антон Андреевич Алиханов?; Sukhumi, 17 settembre 1986) è un politico russo, ministro dell'industria e commercio della Russia dal 14 maggio 2024.

## Biografia
È nato a Sukhumi in Abcasia, nell'allora Repubblica Socialista Sovietica Georgiana, da Andrej Alichanov, di origini greche e cosacco-russe, e da Liana Tejranovna di origini georgiane e russe. Intorno al 1992 si trasferì con la famiglia a Mosca per evitare i moti nazionalisti e i sempre più intensi scontri tra georgiani ed abcasi, sfociati nella guerra georgiano-abcasa.
Si è laureato in finanza e giurisprudenza presso l'Accademia statale di finanza e poi nel 2012 ha difeso la propria tesi di dottorato in economia presso l'Università russa di economia Plechanov con argomento "la gestione dei costi per lo sviluppo della cultura organizzativa d'impresa". Nel 2010 ha iniziato a lavorare per il Ministero della giustizia, occupandosi di questioni di regolamentazione doganale, e poi nel 2013 presso il Ministero del commercio e dell'industria in qualità di vicedirettore, e poi direttore, del Dipartimento per la regolamentazione delle attività di commercio internazionale.
Nominato nel 2015 Vicegovernatore dell'Oblast' di Kaliningrad, con deleghe riguardanti economia, industria, agricoltura, commercio internazionale e dazi doganali, è stato poi nominato il 6 ottobre 2016 Governatore ad interim, divenendo al momento della nomina il più giovane governatore di un soggetto federale della Federazione Russa. In un incontro col Presidente Vladimir Putin Alichanov ha delineato quali priorità per l'amministrazione regionale: lo sviluppo economico e sociale, l'accessibilità dei trasporti (prevalentemente traghetti e aerei), la sicurezza energetica e i preparativi per il Campionato mondiale di calcio 2018. Nel dicembre dell'anno successivo è entrato nel partito Russia Unita col quale si era già presentato alle elezioni governatoriali dl 2017, dove aveva vinto con l'81,06% delle preferenze.
Nel 2020 ha annunciato il piano di demolizione e ricostruzione della Casa dei Soviet, uno dei più noti edifici della città lasciato incompleto nel 1985 e spesso deriso, dopo che nel luglio 2019 l'amministrazione regionale aveva ottenuto la proprietà dell'edificio. I lavori sarebbero dovuti iniziare nei primi mesi del 2021 per concludersi nel 2025. La decisione è stata osteggiata dalla branca locale del Partito Comunista, richiedendo l'indizione di un referendum sul futuro della Casa dei Soviet.
Si è sottoposto come volontario alla terza fase della sperimentazione per il vaccino anti COVID-19 EpiVacCorona, ricevendo la prima dose il 3 dicembre 2020. Successivamente nel mese di giugno 2021 ha ricevuto la seconda dose di Sputnik V ma il 19 novembre successivo ha annunciato di essere risultato positivo al virus SARS-CoV-2.
Nel 2021 ha annunciato la sua intenzione di correre per un secondo mandato.
Il 14 maggio 2024, la Duma di Stato della Federazione Russa ha approvato la candidatura di  Alichanov alla carica di ministro dell'industria e del commercio. 430 deputati hanno votato a favore, 0 contrari. Lo stesso giorno, è stato nominato alla carica per decreto di Vladimir Putin.